# Raddiella lunata
Raddiella lunata är en gräsart som beskrevs av Fernando Omar Zuloaga och Emmet J. Judziewicz. Raddiella lunata ingår i släktet Raddiella och familjen gräs. Inga underarter finns listade i Catalogue of Life.